# Mogorić
Mogorić je naselje u Hrvatskoj, u Ličko-senjskoj županiji. 

## Povijest
Selo Mogorić u Lici, je dobilo kao spomen na poznatu plemićku obitelj Mogorovići ili Mogoroevići. Popis stanovništva Like i Krbave iz 1712.  bilježi da u Mogoriću živi 65 vlaških obitelji.

## Zemljopis
U sastavu je grada Gospića.

## Stanovništvo
Prema popisu stanovništva 2011. godine naselje je imalo 110 stanovnika.
| broj stanovnika | 1437  | 1509  | 1489  | 1709  | 1724  | 1677  | 1769  | 1740  | 1230  | 1096  | 940   | 764   | 562   | 383   | 93    | 110   | 80    |
|                 | 1857. | 1869. | 1880. | 1890. | 1900. | 1910. | 1921. | 1931. | 1948. | 1953. | 1961. | 1971. | 1981. | 1991. | 2001. | 2011. | 2021. |